# Nadia Ben Rachid
Nadia Ben Rachid es una montadora de cine franco-tunecina. Tiene más de treinta años de experiencia y durante dos décadas ha trabajado con el director de cine Abderrahmane Sissako. En 2015, fue la ganadora del Premio César al Mejor Montaje por la película de Sissako, Timbuktu.

## Biografía
Rachid empezó su carrera como montadora trabajando con películas de 35mm. Ha trabajado para directores de cine como Roman Polansky, Henri Verneuil, Claude Berri, Agnieska Holland y Roland Joffé, y ha montado películas tan aclamadas como Timbuktu, Heremakono, Bamako y Life On Earth.
También ha montado numerosos documentales como los de Anne Aghion, incluyendo el ganador de un Premio Emmy en 2005 por In Rwanda we say... The family that does not speak dies y los documentales de la Sección Oficial del Festival de Cannes en 2009 de Béla Tarr My Neighbor My Killer, I Used to Be a Filmmaker y de Michka Saäl's Les prisonniers de Beckett.
En 2015, Rachid estuvo invitada a la Academia de Artes y Ciencias Cinematográficas. Ben Rachid describe el proceso de montaje como convertir la idea de un director en una "idea armoniosa, fluida." Su estilo de montaje ha sido descrito como "ágil" por el New Statesman.
En 2018, fue jurado del Festival de Cortometrajes de Clermont-Ferrand.

## Premios
En 2015 fue la ganadora del Premio César al Mejor Montaje por Timbuktu de Abderrahmane Sissako.
En 2013 fue la ganadora del 1er Premio Final Cut en el Festival Internacional de Cine de Venecia por Le Challat de Tunis de Kaouther Ben Hania.
En 1999 consiguió el Premio al Mejor Montaje en FESPACO (Ouagadougou Pan-African Festival for Film and Television) por el filme Life on Earth, de Sissako.